# Synodontis polystigma
Synodontis polystigma là một loài cá da trơn trong họ Mochokidae. Chúng là loài đặc hữu lưu vực sông Congo của Cộng hòa Dân chủ Congo và Zambia. Loài này được mô tả lần đầu tiên bởi Geogre Albert Boulenger vào năm 1915. Các mẫu vật nguyên thủy được lấy tại Lukonzolwa, ở Hồ Mweru, nơi mà bây giờ là Cộng hòa Dân chủ Congo. Tên loài polystigma có nguồn gốc từ poly, có nghĩa là "nhiều" và stigma, có nghĩa là "dấu" hoặc "chấm nhỏ", đề cập đến nhiều đốm đen trên cơ thể và vây của chúng.